# Gedenkstätte 17. Juni 1953

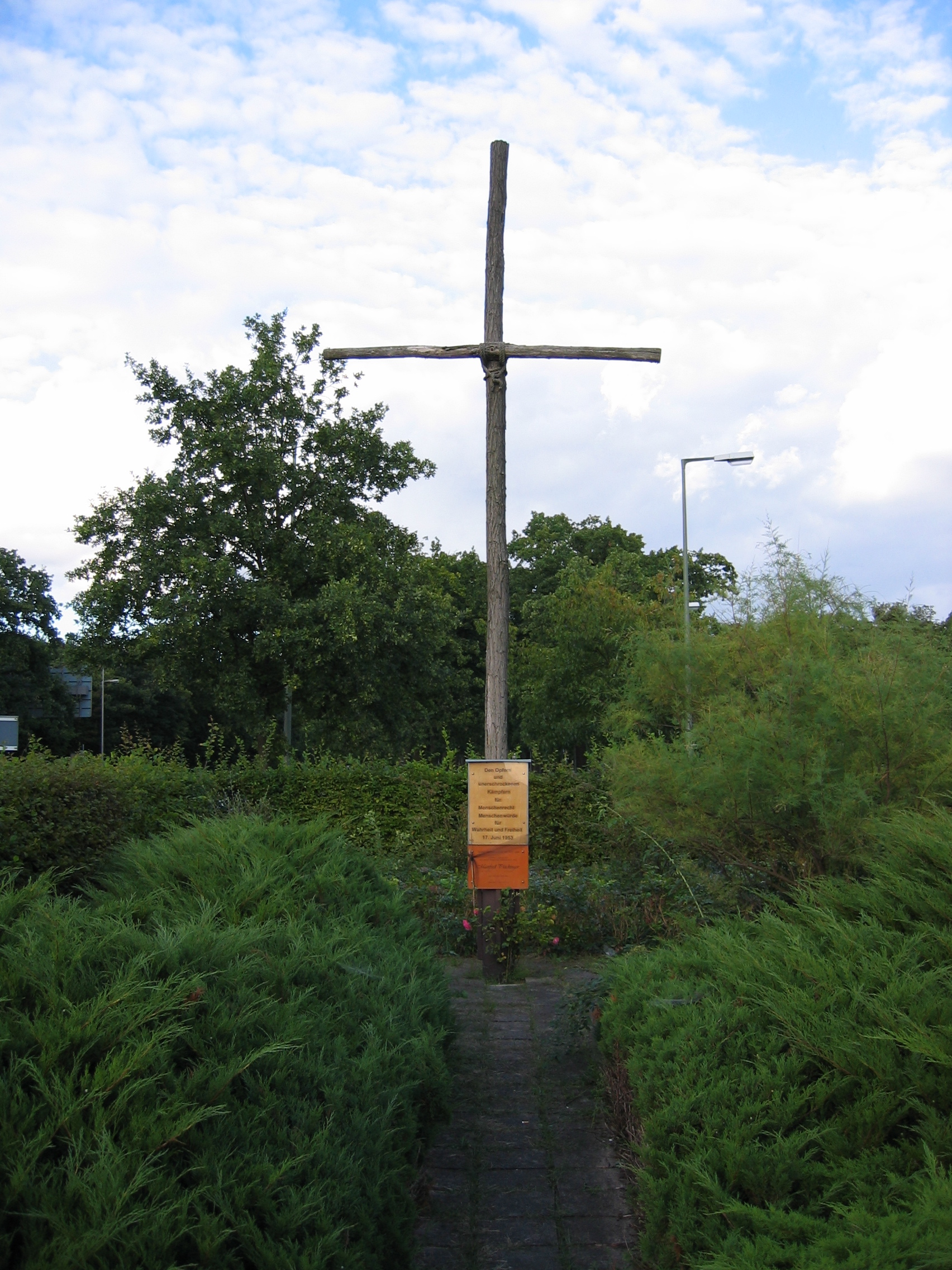
Holzkreuz an der Gedenkstätte

Die Gedenkstätte 17. Juni 1953 befindet sich im Berliner Ortsteil Nikolassee und erinnert an den Aufstand des 17. Juni.
Am 25. Juni 1953, nur wenige Tage nach der Niederschlagung des Aufstandes, wurde auf dem Mittelstreifen der Potsdamer Chaussee im West-Berliner Bezirk Zehlendorf ein großes Holzkreuz zum Gedenken an die Opfer und die unerschrockenen Kämpfer errichtet. Es befindet sich in unmittelbarer Nähe des Zehlendorfer Kleeblattes unweit des ehemaligen Checkpoint Bravo.

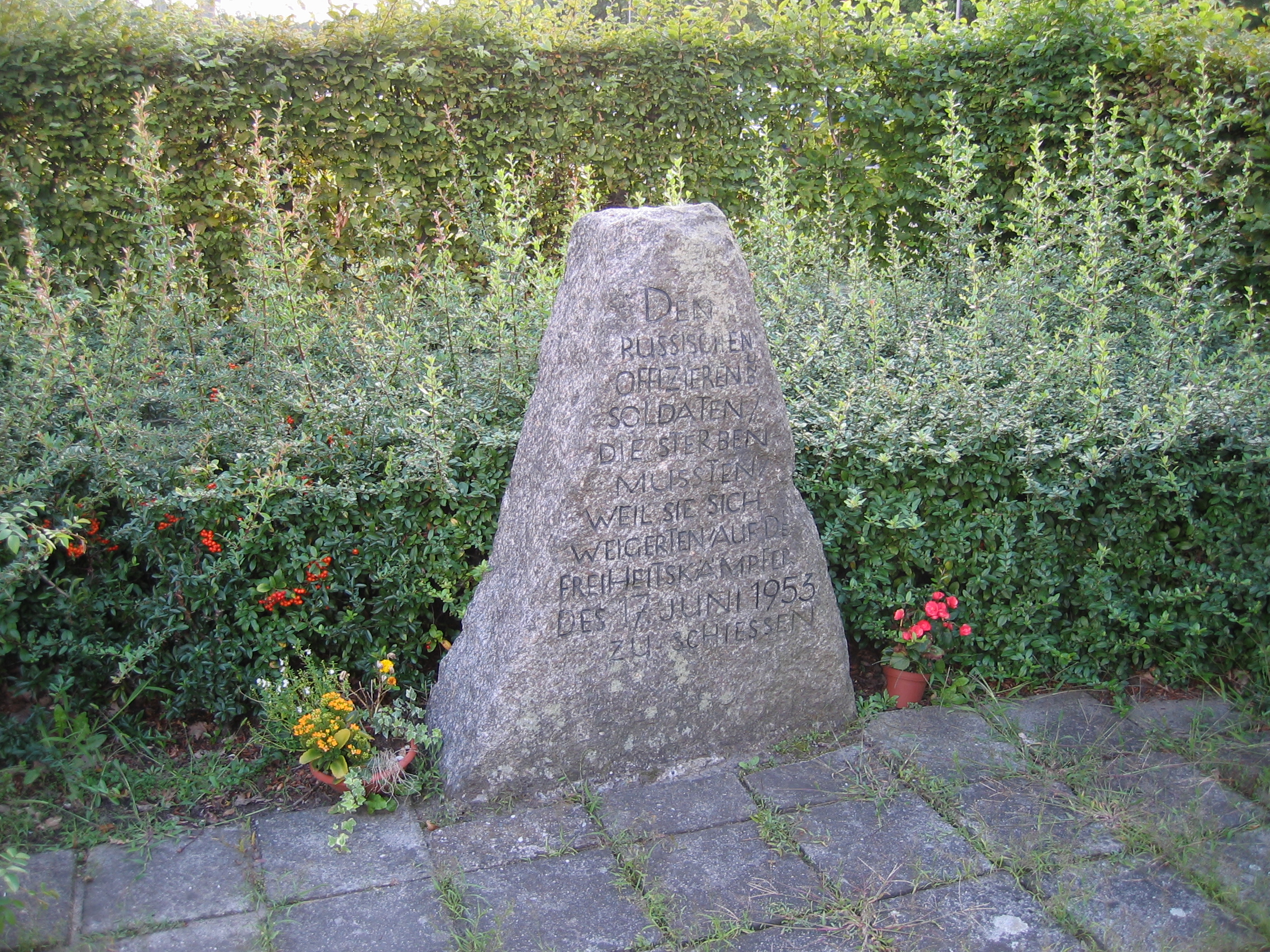
Gedenkstein

1954 wurde das Mahnmal auf Initiative einer russischen Exilgruppe um einen Gedenkstein ergänzt, der „den russischen Offizieren und Soldaten, die sterben mussten, weil sie sich weigerten, auf die Freiheitskämpfer des 17. Juni 1953 zu schießen“, gewidmet ist. Dabei soll es sich um 18 sowjetische Soldaten handeln, die von einem Militärgericht zum Tode verurteilt und am 28. Juni 1953 erschossen wurden.
Historiker bezweifeln allerdings, dass diese Hinrichtungen tatsächlich stattgefunden haben, und gehen davon aus, dass es sich um eine bewusste Fehlinformation handelt. Es wurde ermittelt, dass die Information zu den Hinrichtungen nur einer einzigen Quelle entstammen: Einem Flugblatt, das von dem russischen Emigrantenbund NTS verbreitet worden war. Zeitgenössischen Veröffentlichungen zufolge lieferte den Hinweis dazu ein Sowjetmajor namens Nikita Ronschin, der nach dem Aufstand in den Westen geflüchtet sein soll. Eine Untersuchung der Archive des Ministeriums für Staatssicherheit durch die Gauck-Behörde ergab jedoch, dass Ronschin schon im April 1953 zu den Amerikanern übergelaufen und nach Westdeutschland gebracht worden war. Hinzu kommt, dass die Armeeeinheit, in der die betroffenen Soldaten laut Angaben der Organisation NTS gedient haben sollen, bereits vor dem 17. Juni 1953 aufgelöst worden war.